# 小行星5518
小行星5518（英語：5518 Mariobotta）是一颗围绕太阳公转的小行星。1989年12月30日，J. M. Baur在基翁斯发现了此天体。
这颗小行星的绝对星等为140.22722等。